# Институт холода, криотехнологий и экоэнергетики имени В. С. Мартыновского ОНАПТ
Институт холода, криотехнологий и экоэнергетики имени В. С. Мартыновского Одесской национальной академии пищевых технологий (укр. Інститут холоду, кріотехнологій та екоенергетики імені В. С. Мартиновського) — структурное подразделение ОНАПТ. Ведущее учебное заведение Одессы в области холодильных технологий и энергетики. До 2012 года являлся самостоятельным высшим учебным заведением и назывался Одесской государственной академией холода, которая приказом ректора от 31 мая 2012 года вошла в состав Одесской национальной академии пищевых технологий в качестве института.

## История
В 1921 году в Одессе был создан институт прикладной химии. В 1922 году институт прикладной химии был объединен с химическим факультетом Одесского политехнического института и образован высший техникум общей и прикладной химии. Соответственно существующим в то время законодательным актам об образовании техникум был отнесен к высшим специальным учебным заведениям. Именно 1922 год считается годом официального зарождения ИХКЭ.
11 января 1930 года на основании решения коллегии Наркоматом образования был объединен Одесский техникум общей и прикладной химии и Одесский химико-фармацевтический институт с целью создания Одесского химического института.
12 июня 1930 года был создан Одесский институт пищевой промышленности на базе соответствующих специальностей Одесского химического института и пищевого факультета Каменец-Подольского химического института.
Острая потребность в инженерных кадрах для перерабатывающей и консервной промышленности вызвала необходимость создания в Одессе в 1931 году Всесоюзного механико-технологического института консервной промышленности с факультетами: химическим, технологическим, механическим и инженерно-экономическим. С 1939 года институт переименован в Одесский технологический институт консервной промышленности.
Осенью 1941 года в условиях блокады города Одессы часть института была эвакуирована вглубь страны. В октябре 1944 года институт восстановил свою работу в Одессе.
1949 году институт переименован в Одесский технологический институт пищевой и холодильной промышленности согласно Постановлению Совета Министров СССР, а 1 января 1950 года организован холодильный факультет.
В 1969 году механический и технологический факультеты института были переведены в Одесский технологический институт им. М.В. Ломоносова, а сам институт переименован в Одесский технологический институт холодильной промышленности.
1 сентября 1960 года создан факультет глубокого холода и криогенной техники, а в 1975 году - факультет кондиционирования воздуха.
С 1985 года начался новый этап в развитии института. На факультете холодильных машин открылась специальность "Автоматизация технологических процессов в производстве (машиностроении)", что определило дальнейшее изменение профиля факультета, который получил новое название - факультет "Автоматизации и робототехники в холодильном машиностроении".
В 1988 году на теплофизическом факультете начинается подготовка специалистов по специальностям "Энергетика теплотехнологии" и "Охрана окружающей среды и рациональное использование природных ресурсов". Продлевалось развитие факультета "Автоматизации и робототехники в холодильном машиностроении", на котором была открыта специальность "Системы автоматизированного проектирования".
С учётом перечня специальностей институт в 1989 году переименован в Одесский институт низкотемпературной техники и энергетики.
После очередной аттестации Постановлением Кабинета Министров Украины 20.04.1994 г. институт реорганизован в Одесскую государственную академию холода. Решением Межотраслевой аккредитационной комиссии и приказом Министерства образования Украины от 11.05.1995. Одесская государственная академия холода аккредитована в полном объеме по четвертому уровню аккредитации, имеет право готовить специалистов по следующим образовательно-квалификационным уровням высшего образования: бакалавр, специалист, магистр.
Кроме того, решением аккредитационной комиссии и приказом Министерства образования Украины от 18.11.1995 Одесской государственной академии холода предоставлена лицензия на право подготовки иностранных граждан по базовым лицензированным специальностям в пределах общего лицензированного объема приема и по подготовительному отделению для иностранных граждан - 100 лиц.
Приказами Министерства образования Украины в 1997 году в состав академии включен Одесский техникум промышленной автоматики, а в 2003 году - Одесский техникум газовой и нефтяной промышленности.
На базе академии был создан учебно-научный комплекс "Академия холода" (приказ Министерства образования и науки Украины № 397 от 16.12.1996). В состав комплекса входят свыше 30 учебных заведений Украины разных уровней аккредитации, выпускники которых имеют возможность продолжить обучение в академии на условиях, которые определены Положениям о комплексе.
31 мая 2012 года по решению ректора Одесская государственная академия холода была присоединена к Одесской национальной академии пищевых технологий (ОНАПТ) с образованием на её базе Института холода, криотехнологий и экоэнергетики имени В. С. Мартыновского.

## Работа института
Обучение осуществляется по дневной и заочной формам. Производится подготовка бакалавров, специалистов и магистров. Около 300 научно-педагогических и технических сотрудников, находящихся в штате научных лабораторий, учебных институтов и факультета базового образования проводят научные исследования. В ИХКЭ развиваются 15 научных школ по холодильной и криогенной технике, теплофизике и информационным технологиям.
В научно-исследовательских центрах и лабораториях ИХКЭ разрабатываются комплексные установки и аппаратура для авиационной и космической техники, медицины, металлургии, пищевой и химической промышленности, для криогенного обеспечения сверхпроводящих устройств (в частности, термоэлектрические охладители, изготовленные в проблемной лаборатории, были использованы на американском марсоходе в рамках космической программы США).

## Структура

### Факультет низкотемпературной техники и технологии
Профиль работы специалистов в области низкотемпературной техники и технологии связан с компьютерным проектированием, изготовлением и эксплуатацией холодильных и криогенных машин и установок широкого назначения, обеспечивающих получение и использование холода различного температурного уровня; разработкой и эксплуатацией компрессоров и пневмоагрегатов, машин и аппаратов систем кондиционирования и жизнеобеспечения.

### Факультет нефти, газа и экологии
Выпускники института подготовлены для деятельности во всех структурах, связанных с разработкой, наладкой, испытаниями и исследованием технологических и теплоэнергетических аппаратов, устройств и систем, а также в научно-исследовательских организациях системы образования и Академии Наук Украины, занимающихся теплофизическими проблемами тепломассопереноса и охраны окружающей среды.

### Факультет информационных технологий и кибербезопасности
Выпускники факультета получают фундаментальные знания и практические навыки в областях: архитектура вычислительных машин и систем, программирование, информационные и сетевые технологии.

### Факультет довузовской подготовки и подготовительные курсы
Выпускники 8-, 6- и 3-месячных вечерних подготовительных курсов сдают репетиционные экзамены, результаты которых засчитываются как вступительные в академию. Слушатели подготовительных курсов обеспечиваются учебными пособиями.

### Техникум промышленной автоматики
Техникум промышленной автоматики готовит младших специалистов для профессиональной деятельности на предприятиях, эксплуатирующих средства автоматизации

### Лаборатория вычислительной техники
Помещения лаборатории вычислительной техники размещаются на 4 этажах главного корпуса ИХКЭ.

### Библиотечно-информационный центр
Диспетчеризация информационных потоков через Интернет между ИХКЭ и его партнерами по совместным учебным и научно-исследовательским проектам, включая переводы и каталогизацию материалов, выходящих и входящих в электронном виде.

### Учебно-методическое управление
Организация учебного процесса студентов всех курсов дневной формы обучения, аудиторные и лабораторные занятия, консультации, все виды производственной практики и многое другое.

### Библиотека академии
Культурно-образовательное отделение Академии основанное в 1930 году. Подчиняется Министерству образования и науки Украины.

## Кафедры

### Факультет информационных технологий и кибербезопасности
- Кафедра информационных систем и сетей
- Кафедра информационных технологий и кибербезопасности
- Кафедра информационно-коммуникационных технологий
- Кафедра прикладной математики

### Факультет нефти, газа и экологии
- Кафедра теплофизики и прикладной экологии http://tipe.onaft.edu.ua/ Архивная копия от 3 апреля 2019 на Wayback Machine
- Кафедра теплоэнергетики и трубопроводного транспорта энергоносителей http://ttte.onaft.edu.ua/ Архивная копия от 3 апреля 2019 на Wayback Machine
- Кафедра экологии и природоохранных технологий http://ecology.onaft.edu.ua/ Архивная копия от 3 апреля 2019 на Wayback Machine
- Кафедра технической термодинамики и возобновляемых источников энергии

### Институт низкотемпературной техники и технологии
- Кафедра холодильных машин и установок
- Кафедра компрессоров и пневмоагрегатов
- Кафедра кондиционирования воздуха
- Кафедра криогенной техники
- Кафедра автоматизированных систем управления
- Кафедра гуманитарных и социально-экономических наук

## Преподавательский состав
- 35 докторов наук, профессоров;
- 142 кандидата наук, доцента;
- 1 лауреат государственной премии Украины;
- 9 заслуженных деятелей науки и техники Украины;
- 2 заслуженных работника высшей школы Украины;
- 16 академиков.

## Общежития института
Общежитие №6

Адрес: ул. Радостная, 9

тел.:(0482) 65-70-16
Общежитие №7

Адрес: ул. Тенистая, 9/11 

тел.: (0482) 68-10-72
Общежитие №8

Адрес: ул. Тенистая, 9/11 

тел.: (0482) 68-45-72